# Hat Creek
Hat Creek es un lugar designado por el censo ubicado en el condado de Shasta en el estado estadounidense de California. En el año 2010 tenía una población de 309 habitantes.

## Geografía
Hat Creek se encuentra ubicado en las coordenadas 40°47′23″N 121°30′23″O / 40.78972, -121.50639.